# Осень (фильм, 1990)
«Осень» (эст. Sügis) — фильм, снятый по мотивам повестей паунвереского цикла Оскара Лутса, в первую очередь «Будни» и «Осень». Является завершающим, вслед за фильмами «Весна» и «Лето», фильмом трилогии, экранизирующей цикл повестей Оскара Лутса, который посвящён жизни в приходском центре Паунвере на юго-востоке Эстонии.

## Сюжет
Тридцатые годы XX века. Новая встреча с героями, которые теперь уже стали взрослыми. На этот раз главным героем фильма стал Георг Адниэль Кийр. Другие, как Йоосеп Тоотс с Теэле, Яан Имелик или Тыниссон, живут на своих хуторах, спокойной семейной жизнью. Кийр же, продолжая семейную традицию, занимается портновским ремеслом, однако не оставляет мечты стать земледельцем, хозяином хутора — несмотря на фиаско, которое он в этом однажды уже потерпел, как это показано в предыдущем фильме «Лето». Вот и сейчас на его пути встречаются всевозможные препятствия…

## В ролях
- Маргус Лепа — Георг Адниэль Кийр
- Ааре Лаанеметс — Йоосеп Тоотс
- Рийна Хейн (в титрах Рийна Ааре) — Теэле из Райа
- Лийна Тенносаар — Юули
- Анне Рееманн — Маале
- Кальё Кийск — Кристиан Либле
- Ита Эвер — мамаша Кийр, она же Катарина-Розалия
- Тыну Ойя — Бруно-Бенно-Бернхард, младший брат Георга-Адниэля Кийра
- Арно Лийвер — Арно Тали
- Айн Лутсепп — Тыниссон
- Рейн Аедма — Яан Имелик
- Тыну Алвеус — Леста
- Тыну Карк — Ааберкукк
- Тийт Лиллеорг — Киппель
- Аарне Юкскюла — Паавель
- Мария Кленская — госпожа Паавель
- Вяйно Лаэс — писатель Оскар Лутс
- Андрус Ваарик — булочник
- Яанус Оргулас — владелец магазина
- Райво Рюйтель — '
- Хелене Ваннари — '

## Съёмочная группа
- Автор сценария: Матс Траат
- Режиссёр-постановщик: Арво Круусемент
- Оператор-постановщик: Валерий Блинов
- Композитор: Вельо Тормис
- Художник-постановщик: Тоомас Хырак
- Режиссёр: Тоомас Воху
- Оператор: Иво Фрийде
- Звукооператор: Мати Шёнберг
- Дирижёр: Юри Альпертен
- Художник по костюмам: Маре Райдма
- Художники-гримёры:
  - Айта Леволл
  - Пирет Тоомвапп
- Художник-декоратор: Прийт Вахер
- Мастер по свету: Энн Лаатс
- Цветоизмеритель: Анне Саул
- Монтаж:
  - Сирье Наагель
  - Хелью Сыерд
- Редактор: Лаури Кярк
- Ассистент режиссёра: Лилия Кулл
- Директор: Марет Хиртенреу